# 杉浦ひとみ
杉浦 ひとみ（すぎうら ひとみ、1956年6月10日 - ）は、日本の弁護士、人権活動家。日本女子大学の非常勤講師。
弁護士として子供、障害者、犯罪被害者、女性など社会的弱者の人権分野に重きを置いた訴訟を手がけ、2007年の参議院選挙東京都選挙区候補者として社民党から出馬したが落選した。東京都文京区在住。

## 概要
奈良県生まれ、愛知県岡崎市育ち。1975年、愛知県立岡崎高等学校卒業。1979年、中央大学法学部法律学科卒業。結婚ののち、子供の問題を扱うために法曹を目指す。出産後、子供を育てながら39歳で司法試験に合格し、1999年に東京弁護士会（東弁）で弁護士登録して弁護士活動を開始。
以来、いじめ・体罰・虐待や少年事件、少年法改正、障害者、犯罪被害者などの社会的弱者、心的外傷後ストレス障害 (PTSD) 、ドメスティックバイオレンス・セクシャルハラスメント・性暴力の問題や訴訟を重点的に取り組み、東弁の人権擁護委員会副委員長、日弁連人権擁護委員会副委員長などを歴任。また、NGO「軍隊を捨てた国コスタリカに学び平和をつくる会」（略称: コスタリカに学ぶ会）で事務局長を務めている。
佐世保小6女児同級生殺害事件を機に、触法少年の更生情報を公開すべきかの議論が広がっていたころ、『毎日新聞』の企画「闘論 加害少年情報の公開」のインタビューに応え、重大な触法少年事件の更生情報を積極的に公開すべきだとする元家庭裁判所判事・井垣康弘の意見と並ぶコラムで杉浦の意見が掲載された。更生情報公開の是非について杉浦は、厚生労働省や社会の議論や認識の不足を指摘し慎重論を展開。興味本位の更生情報は社会の公益にならず、加害少年の社会復帰を阻むとともに一生付いて回るレッテルとなるため「公表の必要はない」と明言した。被害者遺族や世論の求めに応える形で安易に開示すべきでなく、情報を開示する厚生労働省、児童相談所などの機関が、法律・心理学・精神医学その他の専門家らの参加する研究会などを開いて論議を深め、開示の是非を慎重に検討すべきだと述べている。
2011年2月、父親が後見人となったことで成年被後見人が選挙権を失ったのは重大な権利侵害であるとして裁判を起こした。またブログで「傍聴席から裁判官に正しい判断をするように訴えてください。傍聴によって裁判は雰囲気も流れも変わります。」と傍聴者を募っている。
所属する弁護士事務所は、文京区本郷の東京アドヴォカシー法律事務所。共著書に『ハンドブック 市民の道具箱』がある。趣味は山歩き、油絵、仏彫、ヨットなど。夫、息子との3人家族。
2009年に、自らのブログにおいて、朝日新聞の記事を東京新聞の記事であると誤記し全文掲載したが、朝日新聞社の指摘で修正を行った。問題部分は既に削除済みだが、全文転載との指摘については、これを認めず、引用であると述べている。朝日新聞社知的財産センターは、これについて「削除をもって、当方記事に対する著作権侵害の状態は解消されたものと考えます。」とコメントしている。また、2010年9月22日、毎日新聞の記事について「この記事を書くときに参考に見ていたニュース記事が、末尾に残ったままで掲載してしまった」と述べ、誤って掲載したことを釈明している。2013年12月18日には、2013年12月14日付けの東京新聞紙面をデジカメでキャプチャして掲載している。
国会議員の定数削減に反対しており、「議員は多様化した国民の意見を反映できるように、その数を増やす方向で考えてもいいのではないでしょうか」として議員定数をさらに増やすことを要求している。
日弁連の歴代会長が、日弁連内部で意見のとりまもめも一切していない（そのような制度そのものが存在しない）にもかかわらず、日弁連を代表して発している会長声明について、「団体としての統一した意思表示を図ろうとするときに、賛同できない弁護士はどうするのか」「憲法から一義的に判断することが難しい対立のある論点、死刑とか、憲法９条の問題はその種類の問題で、意思統一を図ろうとすると必ず紛糾します。」として、「弁護士会として声明を出すときには、法律の解釈にしたがって人権の侵害になるとされている場合について、会長声明を出しています。」と主張している
。

### 2007年参議院選挙
社会民主党（社民党）東京都連合常任幹事会は2007年1月18日、同年7月に予定される参議院東京都選挙区で、杉浦を同党公認予定候補として擁立を決定。同連合は翌19日にこれを発表し、同日、党首・福島瑞穂、衆議院議員・保坂展人の同席のもと、東京都庁記者クラブにおいて記者会見を行ない、「司法の場ではなく直接政策にかかわれる場で、自分を役立てたいと思った。憲法改正の動きに対して何とかしなければならないとの思いだ」と述べ、同時に「経済の格差が教育の格差につながり、機会、結果の格差につながっている。このような社会は許されない」、と政府・安倍内閣を批判している。
上部団体である社民党・全国連合常任幹事会は同月25日、同連合の公認決定を承認した。
同連合の公式サイトに、杉浦は公認について、出馬の第一の動機として東京空襲犠牲者遺族会が提起する集団訴訟弁護団の一員でもある自らの立場を説明しつつ、悲惨な戦争を起こす改憲の動きに抗するため、「憲法を守りたい」と表明する一文を寄せた。同文でさらに、子供のいじめ・非行・虐待の問題について社会福祉士の拡充など児童福祉の充実が必要だと説き、女性の問題についても、思っていることを声に出せるような、自身を大切にできる社会を目指す視点を失わないように取り組みたい、と自らの擁立・公認受け入れに対し抱負を述べている。
以上のような経緯で出馬したが、8位（法定得票数獲得者では最下位）で落選した。

### コスタリカに学ぶ会
杉浦は自らが事務局長を勤めている「軍隊を捨てた国コスタリカに学び平和をつくる会」の活動をしばしばブログでも取り上げている。
この活動においては、「コスタリカは軍隊を放棄している」「軍隊を持つには改憲が必要」などと公言しているが、実際には、コスタリカ憲法では常備軍の廃止を規定しているのみで、軍隊を編成する権利を放棄も禁止もしていないばかりか、常備軍の廃止を規定する条文（コスタリカ共和国憲法第12条）において、集団自衛権または個別自衛権を行使するために、徴兵制を敷き軍隊を組織することができる事を規定している。
2010年7月2日にコスタリカ議会が米国海軍の駐留を認める法案を可決し、米軍が駐留している現状に対する姿勢を問われて「コスタリカの良いところを学ぼう、といっているわけで、〇〇といえばすべてそれに100%みたいな極端な採り方をして批判をされるのは、建設的ではなくただの揚げ足取りのようになってしまうのではないでしょうか」と答えた。また同国内の弁護士ロベルト・サモラにより憲法裁判所に違憲訴訟が提起されていることについて「存在する制度を駆使してあるべき姿に是正できることは、やはり評価すべきだと思っています。」と述べた。なお、ロベルト・サモラによる違憲訴訟はすでに敗訴が確定しており、米軍駐留も延長されている。

### 2012年東京都知事選挙
元日弁連会長の宇都宮健児を擁立した「人にやさしい都政をつくる会」支持を表明。「そろそろ、都民も物をちゃんと考えることができることを示す選挙にしたいです。」と述べた。

## 政策
- 憲法9条を守る。
- 選択的夫婦別姓制度導入に賛同する。自身のブログにおいても、「結婚と同時に一方がこれまで自分の名前の一部であった姓を失うと人間的な喪失感があり、また、その姓の下に築いた仕事も信用もある。それを一方に失わすことは大きな問題。選択的というのはよい方法。」と、述べている[19]。

## 文献
- 目加田説子（編）『ハンドブック 市民の道具箱』岩波書店、2002年11月、ISBN 4000233726 [20]